# Distrito Escolar Unificado de Los Ángeles

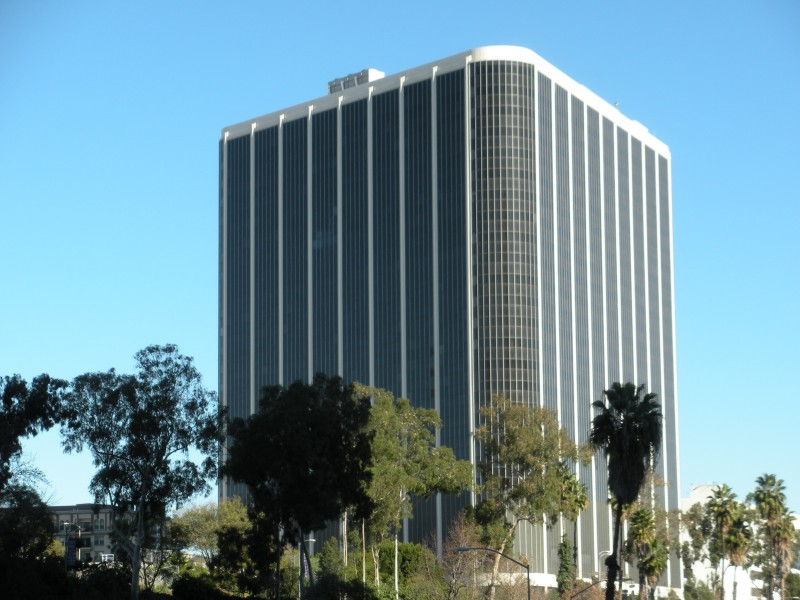
La sede del LAUSD.

El Distrito Escolar Unificado de Los Ángeles (Los Angeles Unified School District, LAUSD en inglés) es el distrito escolar más grande del estado de California, Estados Unidos. Tiene su sede en Los Ángeles.
El distrito tiene escuelas en Los Ángeles, Gardena, Bell, Cudahy, Maywood, Huntington Park, Monterey Park, Lomita, South Gate, West Hollywood, Carson y San Fernando. Tiene escuelas en el Este de Los Ángeles y otras áreas no incorporadas.

## Escuelas
- Anexo:Escuelas del Distrito Escolar Unificado de Los Ángeles